# 1775 у літературі

## Книги

### П'єси
- «Севільський цирульник» — прем'єра комедії П'єра Бомарше (п'єсу написано в 1773 році).
- «Клеопатра» — трагедія Вітторіо Альф'єрі.
- «Суперники» — комедія Річарда Шерідана.

### Поезія
- «Мишеїда» — поема Ігнація Красицького.

### Нехудожні книги
- Dissertatio inauguralis botanico medica de Artemisiis Йоганнеса Пауля Стехмана.

## Народились
- 10 лютого — Чарлз Лем, англійський поет, публіцист і літературний критик епохи романтизму, один з найбільших майстрів жанру есе в історії англійської літератури.
- 16 грудня — Джейн Остін, англійська письменниця.

## Померли
- 8 січня — Джон Баскервілль, англійський типограф.